# Mali grad, Ptuj
Mali grad je razsežen dvorec, ki stoji ob robu mestnega jedra Ptuja. Danes je v njem sedež knjižnice Ivana Potrča. Z občinskim odlokom je določen za spomenik lokalnega pomena kot profana stavbna dediščina.

## Zgodovina
Mali grad je bil pod grajskim Gričem prvič omenjen leta 1376 in je bil last salzburške nadškofije. Verjetno pa je nastal skupaj z grajskim obzidjem v 13. stoletju. Leta 1231 in 1249 se izrecno omenja castrum minus — manjši grad, leta 1235 »castrum domini Hermani«, okoli leta 1265 ga omenja kronist Otokar, ko govori o dveh ptujskih gradovih, in leta 1280 ga indirektno našteva listina, ko govori o ptujskih gradovih (Vesten). V današnje poslopje je bil predelan v 16. stoletju. Gre za dvorec, ki je služil za namestitev upravnikov (ministerialov), kadar so prišli na obisk na Ptuj lastniki Ptujskega gradu. V zvezi s fevdalno upravno prakso je bil Mali grad tudi sedež upravnega pomočnika ptujskega ministeriala, ki ga je zaradi obsežnosti svojih upravnih nalog nujno potreboval. 
Na Malem gradu so bili najprej gospodarji gospodje Ptujski, po letu 1441 grofje Schaunbergi, 1488 do 1592  baroni Szekelyji, do leta 1633 pl. Idungspeugi, do 1690 Herbersteini, do leta 1740 grofje Wildensteini, baroni Mosconi do leta 1773, dalje grofje Atemsi. Okrajno glavarstvo je bilo v njem v drugi polovici 19. stoletja, zadnji lastniki do bili od leta 1901 dalje Pongratzi. Po vojni, do ureditve v knjižnico Ivana Potrča so bila v Malem gradu stanovanja.
Na samem začetku je imel Mali grad vlogo varovati dostop na grajski Grič.

## Knjižnica Ivana Potrča
Knjižničarstvo ima na Ptuju dolgo zgodovino. Prva javna knjižnica na Ptuju je bil Bücherleserkabinett, ki ga je imel na Ptuju v letih svojega delovanja (1792-95) tiskar Franc Anton Schütz. Ko se je po treh letih preselil v Maribor, je moral čitalnico ukiniti, knjige pa razprodati. Leta 1893 se je ob ustanovitvi Muzejskega društva oblikovala tudi znanstvena knjižnica. Polihistor in zbiralec Franc Ferk je leta 1895 mestu Ptuj podaril svoje zbirke in knjižnico z okoli 4.000 knjigami. To je predstavljalo temelj za ustanovitev Študijske knjižnice leta 1948.
Zgodovina Knjižnice Ivana Potrča sega v prva leta po drugi svetovni vojni. Konec leta 1945 je bila na Ptuju ustanovljena Ljudska knjižnica in čitalnica, tri leta kasneje (1948) pa Študijska knjižnica. Knjižnici sta se leta 1958 združili v Ljudsko in študijsko knjižnico z oddelki: študijski, ljudski, mladinski. Dolga leta so delovali raztreseni na raznih lokacijah po mestu, ko so se preselili v obnovljen Mali grad leta 2000 in tako združili pod isto streho. Danes obsega fond preko 350.000 enot gradiva, ki se redno dopolnjuje. Poleg upravnih in tehničnih služb ima: študijski, mladinski, domoznanski oddelek in potujočo knjižnico. S svojo dejavnostjo skrbi za skoraj 70.000 prebivalcev v 16 občinah na širšem območju Ptuja. Kot območna knjižnica opravlja naloge tudi za občine Ormož, Središče ob Dravi in Sv. Tomaž.
Od leta 1993 se knjižnica imenuje po pisatelju in dramatiku Ivanu Potrču (1913-1993).
Pod knjižnico je spadal tudi arhiv, ki se je kasneje odcepil od knjižnice in se danes imenuje Arhiv Ivana Potrča. Nekatera arhivska gradiva si še vedno deli s knjižnico Ivana Potrča Ptuj. Ukvarjajo se z arhiviranjem knjig, posebnost pa je ta da v arhiv spustijo le malo koga in le redko kdo pravzaprav ve zanj.